# Округ Буфало (Висконсин)
Округ Буфало (енгл. Buffalo County) је округ у америчкој савезној држави Висконсин.

## Демографија
По попису из 2010. године број становника је 13.587, што је 217 (-1,6%) становника мање него 2000. године.
| Група             | 2000.          | 2010.          |
| Белци             | 13.555 (98,2%) | 13.135 (96,7%) |
| Афроамериканци    | 16 (0,1%)      | 37 (0,3%)      |
| Азијати           | 45 (0,3%)      | 28 (0,2%)      |
| Хиспаноамериканци | 85 (0,6%)      | 237 (1,7%)     |
| Укупно            | 13.804         | 13.587         |